# Флаг на австралийските аборигени
Флагът на австралийските аборигени е знаме на коренното население на Австралия - аборигените.
Флагът е едно от официалните „знамена на Австралия“, и има специален правен и политически статут, но не е австралийски национален флаг. Проектиран е през 1971 г. от аборигенския художник Харолд Томас.
Съотношението на страните на флага е 2:3. разделен е на две хоризонтални полета. Горното поле е черно и символизира аборигените, долното поле е червено и символизира червената австралийска земя. В средата на флага има голям жълт диск, символизираш слънцето като източник на живот.